# يوليا لوتروفا
يوليا لوتروفا (بالروسية: Лутрова, Юлия)‏ مواليد 9 يناير 1975 في الاتحاد السوفيتي، هي لاعبة كرة مضرب روسية سابقة. أعلى تصنيف لها في الفردي كان المركز الـ 182 في سنة 1996. أعلى تصنيف لها في الزوجي كان المركز الـ 124 في سنة 1996.

## النهائيات

### الفردي (3–7)
| الحصيلة | الرقم | التاريخ        | الدورة                    | الأرضية | المنافس        | النتيجة            |
| ------- | ----- | -------------- | ------------------------- | ------- | -------------- | ------------------ |
| الوصافة | 1.    | 11 أكتوبر 1993 | موسكو، روسيا              | صلبة    | آنا لينكوفا    | 5–7, 6–1, 6–7(6–8) |
| الفوز   | 1.    | 18 أكتوبر 1993 | شياولياي، ليتوانيا        | صلبة    | تالينا بيكو    | 6–3, 6–2           |
| الفوز   | 2.    | 7 مارس 1994    | أوفنباخ أم ماين، ألمانيا  | سجاد    | هايكه ثومس     | 6–3, 6–3           |
| الوصافة | 2.    | 17 يوليو 1995  | المملكة المتحدة           | عشبية   | أماندا هوبمانس | 2–6, 6–7(1–7)      |
| الوصافة | 3.    | 7 أغسطس 1995   | ساوث سي، المملكة المتحدة  | عشبية   | جين وود        | 1–6, 5–7           |
| الوصافة | 4.    | 13 نوفمبر 1995 | إدنبرة 3، المملكة المتحدة | سجاد    | سيدا نورلاندر  | 3–6, 6–4, 5–7      |
| الوصافة | 5.    | 28 يوليو 1997  | إلكلي، المملكة المتحدة    | عشبية   | سورينا دي بير  | 5–7, 1–6           |
| الوصافة | 6.    | 21 سبتمبر 1998 | سندرلاند، المملكة المتحدة | صلبة    | ميا بوريك      | 2–6, 6–7(4–7)      |
| الفوز   | 3.    | 8 فبراير 1999  | برمنغهام، المملكة المتحدة | صلبة    | برشتج برولز    | 7–5, 6–3           |
| الوصافة | 7.    | 19 يوليو 1999  | دبلن, أيرلندا             | سجاد    | لوسي أهل       | 1–6, 3–6           |

## روابط خارجية
- جوليا لوتروفا على موقع رابطة محترفات التنس (الإنجليزية)
- جوليا لوتروفا على موقع الاتحاد الدولي لكرة المضرب (الإنجليزية)
- جوليا لوتروفا على موقع كأس بيلي جين كينغ (الإنجليزية)
- جوليا لوتروفا على موقع خلاصة التنس.كوم (الإنجليزية)